# Afghaans edelhert
Het Afghaans edelhert of Bocharahert (Cervus hanglu bactrianus) is een bedreigde ondersoort van Cervus hanglu in de familie van de hertachtigen (Cervidae). Tot het begin van het millennium werd dit hert doorgaans beschouwd als een ondersoort van het edelhert (Cervus elaphus).
Het Afghaans edelhert of Bocharahert (naar de Oezbeekse stad Buchara), komt voor in laaglanden en rivierbosgebieden van Centraal-Azië. Het verspreidingsgebied omvat het stroomgebied van de rivier Amu Darja in de woestijnen en semiwoestijnen van westelijk Turkestan, waaronder Tadzjikistan, Turkmenistan, Oezbekistan en Noord-Afghanistan. Het Tiensjan-gebergte vormt de oostelijke grens van het verspreidingsgebied; ten oosten van dit gebergte begint het leefgebied van het Jarkandhert (naargelang de bron Cervus elaphus yarkandensis of Cervus hanglu yarkandensis).
De herten zijn asgrauw gekleurd, met een gele glans en een grijswitte vlek om het achterste. Ze hebben een rugstreep en zijn wit gekleurd om de lippen en kin. Het gewei is ook licht gekleurd. De nek is relatief kort.
Het Afghaans edelhert is te zien in de Kölner Zoo en werd ook in de dierentuin GaiaPark in Kerkrade enige tijd gehouden. In die laatste zijn ze niet meer aanwezig.

## Taxonomie
Het dier, in 1900 onder de naam Cervus bactrianus voor het eerst beschreven door Richard Lydekker, werd twee jaar later door dezelfde auteur tot ondersoort van de wapiti (Cervus canadensis) gedegradeerd. De wapiti werd in de loop van de twintigste eeuw vaak opgevat als een van de ondersoorten van het edelhert (Cervus elaphus). In het begin van de 21e eeuw werd deze classificatie, mede door DNA-onderzoek, verlaten, en werd de wapiti weer opgewaardeerd tot soort, waarbij het Afghaans edelhert als ondersoort bij het edelhert werd geplaatst.
In 2011 werden Cervus bactrianus, C. yarkandensis en C. hanglu alle drie opgewaardeerd tot soort, samen met diverse andere taxa die eerder als ondersoort van het edelhert werden beschouwd. Die opvatting kreeg weinig navolging.
In 2015 verschenen de resutaten van nieuw onderzoek naar de evolutie van het geslacht Cervus, waarin voor het eerst ook het Kasjmir-edelhert (Cervus elaphus hanglu) was meegenomen. De groep van drie taxa die uit het Tarimbekken stammen (C. hanglu, C. bactrianus en C. yarkandensis) kwam daaruit als nauw aan elkaar verwant naar voren. Op basis hiervan werd voorgesteld om Cervus hanglu de soortstatus te geven, met de twee andere als ondersoorten. Deze opvatting werd nog eens bevestigd in 2018. Het Afghaans edelhert wordt op basis van deze onderzoeken door onder meer de IUCN en de American Society of Mammalogists opgevat als een ondersoort van Cervus hanglu (Wagner, 1844). In die opvatting moet Cervus hanglu bactrianus als wetenschappelijke naam voor het Afghaans edelhert worden gebruikt.
Het bijvoeglijk naamwoord 'bactrianus' verwijst naar de stad en de landstreek Balch of Bactria in het huidige Afghanistan.

## Bedreiging
Het had niet veel gescheeld of het Afghaans edelhert was rond de eeuwwisseling uitgestorven.
De populatie is sterk achteruitgegaan door habitatvernietiging (onder meer door irrigatieprojecten) en door grootschalige jacht en militaire conflicten na het uiteenvallen van de Sovjet-Unie. In 1999 waren er niet meer dan 400 Afghaans edelherten over, voornamelijk geconcentreerd in het stroomgebied van de Amu Darja-rivier in Turkmenistan en Oezbekistan.
Sindsdien hebben natuurbeschermingsorganisaties zoals het Wereld Natuur Fonds stappen ondernomen om het hert te redden, bijvoorbeeld door fok- en herintroductieprogramma's. In 2006 was de populatie weer gegroeid tot ongeveer 1000 individuen.
Het Afghaans edelhert staat sinds 1986 vermeld als bedreigde diersoort op de Rode Lijst van de IUCN. De ondersoort wordt ook beschermd door het CITES-verdrag, waaronder een speciaal memorandum of understanding (deelverdrag) uit 2002, ondertekend door Kazachstan, Tadzjikistan, Turkmenistan en Oezbekistan.